# Donald Johanson
Donald Carl Johanson (Chicago, 28 de juny de 1943) és un arqueòleg, paleontòleg i paleoantropòleg dels Estats Units.
El 1974 va participar en la International Afar Research Expedition, un projecte a Etiòpia que agrupava una trentena d'investigadors nord-americans, francesos i etíops que ell mateix co-dirigia com a paleontropòleg amb Maurice Taieb (geòleg) i Yves Coppens (paleontòleg). Aquesta recerca, que va compartir també amb el seu estudiant Tom Gray, els va dur a descobrir un esquelet d′Australopithecus afarensis femella de 3,2 milions d'anys. Aquest fòssil, batejat amb el nom de Lucy, Dinknesh en forma etiop, es trobava relativament complet (conservava el 40% dels ossos) i va significar una de les grans aportacions de l'arqueologia per entendre els orígens de l'evolució humana.
El 1981 Johanson va fundar l′Institute of Human Origins a la Universitat de Califòrnia (Berkeley). El 1998 Donald Johanson i l'institut es van instal·lar a la Universitat Estatal d'Arizona.